# Peloribates tunisiensis
Peloribates tunisiensis är en kvalsterart som beskrevs av Sandór Mahunka 1980. Peloribates tunisiensis ingår i släktet Peloribates och familjen Haplozetidae. Inga underarter finns listade i Catalogue of Life.